# Вескера, Майкл
Майкл Вескера (англ. Michael Vescera; полное имя Майкл Энтони Вескера, 13 июня 1962, Коннектикут, США) — американский вокалист и композитор. Наиболее известен благодаря участию в таких коллективах как Loudness, Dr. Sin, Animetal USA и своему сольному проекту MVP (Michael Vescera Project). Также Вескера сотрудничал с бывшим участником пауэр-метал группы Helloween Роландом Граповым и гитаристом-виртуозом Ингви Мальмстином.

## Биография
Майкл Энтони Вескера родился 13 июня 1962 года в штате Коннектикут, США. В 1982 году Вескера создаёт группу Obsession, в которую входят гитаристы Арт Мако и Брюс Виталь, басист Мэтт Карагус и барабанщик Джей Мезиас. В период с 1984 по 1989 годы группа выпускает три студийных альбома — Marshall Law, Scarred for Life и Methods of Madness, а также приняла участие в сборнике Metal Massacre 2. В 1988 году группу Loudness, которая тогда была на пике коммерческого успеха покидает фронтмен Минору Ниихара. Продюсер Макс Норман предлагает нанять для работы над новым альбомом англоязычного вокалиста. Выбор пал на Вескеру, которому поступило предложение о вступлении в коллектив. После вступления в Loudness вокалист распускает Obsession и начинает с группой запись пластинки. В 1989 выходит альбом Solider of Fortune, а в 1991 году On the Prowl. Последний включал в себе лишь 3 новых композиции, а остальные были переведенными на английский язык хитами группы. После выпуска EP «Slap in the Face» Вескера покидает коллектив, чтобы присоединиться к группе Ингви Мальмстина. С Мальмстином Вескера записывает два студийных альбома The Seventh Sign в 1994 году и Magnum Opus в 1995. После ухода из группы Мальмстина Вескера создаёт свой сольный проект в 1996 году. Вескера также начинает заниматься продюсированием. Он начинает сотрудничество с Metal Mike Chlasiak, Бобби Джарзомбеком и другими исполнителями. Вескера начинает владеть собственными студиями The Toy Room и Toy Room North. В 2004 году Вескера возобновляет Obsession. В 2010 году Вескера записывает кавер на композицию «Get a Life» группы Siam Shade для трибьют-альбома группы. В 2011 году продолжая работать с Obsession Майкл присоединяется к группе Animetal USA, в которой состоят басист Руди Сарзо, который работал с Quiet Riot, Whitesnake и Ozzy Osbourne, а также барабанщик Скотт Трэвис. Группа начинает играть каверы на песни из аниме, отдавая дань уважения группе Animetal. В 2012 году Вескера записывает альбом Warring Heaven, вместе с гитаристом Самиром Мхамди. В 2016 году Вескера собирает вместе с Сарзо, барабанщиком Джоном Бруно и гитаристом Би Джеем Зампой собирает новый проект, который получает название D-Metal Stars, который играет хэви-метал каверы на композиции из мультфильмов Disney. В том же году выходит первый альбом проекта Metal Disney, а в 2018 году второй под названием Disney Super Guitar. В том же году Майкл создаёт очередной проект под названием AniMaze X, вместе с участниками D-Metal Stars, также был создан спектакль Live Metal.

## Дискография
| Год  | Группа                     | Название                                                        | Примечание                 |
| ---- | -------------------------- | --------------------------------------------------------------- | -------------------------- |
| 1984 | Obsession                  | Marshall Law                                                    | Студийный                  |
| 1986 | Obsession                  | Scarred for Life                                                | Студийный                  |
| 1987 | Obsession                  | Methods of Madness                                              | Студийный                  |
| 1988 | Theatre                    | Theatre                                                         | Демо                       |
| 1989 | Loudness                   | Solider of Fortune                                              | Студийный                  |
| 1991 | Loudness                   | On the Prowl                                                    | Студийный                  |
| 1991 | Loudness                   | Slap In The Face                                                | EP                         |
| 2009 | Loudness                   | Live Loudest at the Budokan '91                                 | Концертный                 |
| 1994 | Yngwie Malmsteen           | The Seventh Sign                                                | Студийный                  |
| 1994 | Yngwie Malmsteen           | Live at Budokan                                                 | Концертный, VHS/DVD        |
| 1994 | Yngwie Malmsteen           | I Can’t Wait                                                    | EP                         |
| 1995 | Yngwie Malmsteen           | Magnum Opus                                                     | Студийный                  |
| 1997 | MVP (Mike Vescera Project) | Windows                                                         | Студийный                  |
| 1999 | MVP (Mike Vescera Project) | Animation                                                       | Студийный                  |
| 1999 | Роланд Грапов              | Kaleidoscope                                                    | Студийный                  |
| 2000 | Killing Machine            | Killing Machine                                                 | Студийный                  |
| 2000 | Dr. Sin                    | Dr. Sin II                                                      | Студийный                  |
| 2002 | Dr. Sin                    | Shadows of Light (Американская и Европейская версии Dr. Sin II) | Студийный                  |
| 2001 | The Reign of Terror        | Sacred Ground                                                   | Студийный                  |
| 2002 | The Reign of Terror        | Conquer and Divide                                              | Студийный                  |
| 2002 | Palace of Black            | Palace of Black                                                 | Студийный                  |
| 2003 | MVP (Mike Vescera Project) | The Altar                                                       | Студийный                  |
| 2004 | MVP (Mike Vescera Project) | Crossing the Line                                               | Студийный                  |
| 2004 | Safe Haven                 | Safe Haven                                                      | Студийный                  |
| 2005 | Dr. Sin                    | Insinity                                                        | Гостевой вокал, Трек 8     |
| 2006 | Obsession                  | Carnival of Lies                                                | Студийный                  |
| 2007 | Stygia                     | Stygia                                                          | Демо                       |
| 2008 | Obsession                  | Obsession                                                       | Компиляция                 |
| 2008 | Michael Vescera            | A Sign of Things to Come                                        | Студийный                  |
| 2010 | Empires of Eden            | Reborn in Fire                                                  | Гостевой вокал, Трек 1     |
| 2011 | Animetal USA               | Animetal USA                                                    | Студийный                  |
| 2012 | Animetal USA               | Animetal USA W                                                  | Студийный                  |
| 2012 | Soulspell                  | Act III: Hollow’s Gathering                                     | Гостевой вокал             |
| 2012 | Obsession                  | Order of Chaos                                                  | Студийный                  |
| 2012 | Fatal Force                | Unholy Rites                                                    | Студийный                  |
| 2012 | Sovereign                  | Warring Heaven                                                  | Студийный                  |
| 2012 | Chris Bickley              | Tapestry of souls                                               | Гостевой вокал             |
| 2013 | Signum Regis               | Exodus                                                          | Гостевой вокал, Трек 3     |
| 2013 | Warrion                    | Awakening the Hydra                                             | Студийный                  |
| 2013 | Nergard                    | Memorial For A Wish                                             | Гостевой вокал, Трек 4     |
| 2013 | Silent Voices              | Reveal The Change                                               | Гостевой вокал, Трек 3     |
| 2016 | D-Metal Stars              | Metal Disney                                                    | Студийный                  |
| 2017 | Vescera                    | Beyond The Fight                                                | Студийный                  |
| 2017 | Sammy Berell               | Passion Dreams                                                  | Студийный                  |
| 2018 | Schubert In Rock           | Commander Of Pain                                               | Гостевой вокал, Трек 9     |
| 2018 | Kiko Shred                 | The Stride                                                      | Гостевой вокал, Трек 9     |
| 2018 | Disney Super Guitar        | Disney Super Guitar                                             | Продюсирование и клавишные |
| 2019 | Magic Kingdom              | Metalmighty                                                     | Студийный                  |
| 2019 | Dramatica                  | Fall of tyranny                                                 | Студийный                  |
| 2020 | Dramatica                  | Beyond The Eyes Of Deception                                    | Студийный                  |
| 2020 | AniMaze X                  | AniMazing Xmas                                                  | Студийный                  |